# Jak X
Jak X (intitulé Jak X: Combat Racing aux États-Unis et au Canada) est un jeu vidéo de course et d'action (combat motorisé), développé par Naughty Dog et édité par Sony Computer Entertainment, sorti sur PlayStation 2 en 2005, en Amérique du Nord et en Europe. Les événements de Jak X se déroulent après ceux de Jak 3, bien qu'il s'agisse d'un titre dérivé à la franchise Jak and Daxter.

## Trame

### Personnages
- Daxter (VO : Max Casella ; VF : Xavier Fagnon)
- Jak (VO : Mike Erwin ; VF : Damien Boisseau)
- Samos le Sage (VO : Warren Burton ; VF : Marc Alfos)
- Keira (VO : Tara Strong ; VF : Sophie Arthuys)
- G.T. Blitz/Mizo (VO : Phil LaMarr ; VF : Antoine Tomé)
- Sig (VO : Phil LaMarr ; VF : Pascal Renwick / Christian Pélissier)
- Razor (VO : David Herman ; VF : Mathias Kozlowski)
- Ashelin (VO : Susan Eisenberg ; VF : Annie Milon / Vanina Pradier)
- Pecker (VO : Chris Cox ; VF : Pascal Renwick / Christian Pélissier)
- Torn (VO : Cutter Mitchell ; VF : Thierry Mercier)
- Kleiver (VO : Brian Bloom ; VF : Martial Le Minoux)
- Rayn (VO : Jeannie Elias ; VF : Véronique Desmadryl)
- Krew (VO : William Minkin ; VF : Alain Dorval)
- Ratchet (VO : James Arnold Taylor ; VF : Marc Saez)
- Tess (VF : Vanina Pradier)
- Osmo (VF : Denis Boileau)
- Kaeden (VF : Stéfan Godin)
- Taryn (VF : Emmanuelle Bondeville)
- Ximon (VF : Marc Saez)

### Scénario
Un an après les événements survenus dans Jak 3, Abriville se reconstruit progressivement après la fin de la menace des Créateurs Noirs, et est devenue une grande et paisible utopie. Un nouveau sport, appelé la Course de Combat, arrive et est organisé dans la ville de Kras, une ville dangereuse et impitoyable remplie de gangsters en tout genre. Jak, Daxter, Keira, Ashelin et Torn reçoivent une invitation à la lecture des dernières volontés de Krew. Cette invitation est faite par sa fille, Rayn. Après avoir porté un toast, Krew leur révèle à travers un enregistrement que tout le monde présent a été empoisonné afin de courir pour son compte au prochain Championnat de Kras. S’ils gagnent, ses associés leur offriront l’antidote. Le championnat est divisé en 4 Grands Prix et ils doivent tous les disputer.
Jak, Ashelin et Torn commencent leur première course, là ils découvrent que le Championnat de Kras est animé par G.T. Blitz, un célèbre présentateur télé, avec un nouvel animateur qui l’accompagne qui n’est autre que Pecker. La première course se déroule dans le centre de Spargus, Jak réussit à gagner, battant plusieurs gangsters eux aussi dans la course. Après la course, il découvre que les concurrents courent pour un autre syndicat du crime dirigé par le mystérieux chef de gang Mizo, qui veut Jak mort.
Jak progresse à travers les différentes courses, Sig vient les rejoindre et les aider dans les courses. Jak rencontre Razer, un mystérieux criminel travaillant pour Mizo, qui rassemble de nouveaux coureurs et obtient un coureur robotique appelé UR-86 durant la fin du premier Grand Prix. Ensuite, Kleiver entre aussi dans la course dans un côté neutre, mais il est clair qu’il a été payé par Mizo. De plus en plus de coureurs arrivent. Finalement Razer entre lui aussi dans le championnat seulement pour battre Jak et le tuer. Keira veut entrer dans la course pour aider Jak, mais Samos le lui interdit.
Durant le 4e Grand Prix du Championnat de Kras, Jak se prépare pour sa course. Durant la course, ses armes sont bloquées, et il arrive tout juste à finir la course. Mizo délivre un message à Jak pour lui dire qu’il tuera lui et toute son équipe s’ils ne quittent pas le championnat, il refuse évidemment affirmant que pour eux il est impossible d’abandonner. Il est révélé qu'au cours d’une interview que le père de G.T. Blitz était un ancien coureur et qu’il a été tué sur la piste. Jak vient donc lui rendre visite pour lui dire que ceux qui ont saboté les armes de sa voiture sont certainement les mêmes que ceux qui ont tué son père, mais Blitz ne veut rien savoir. Plus tard Blitz révèle à Rayn que Jak a laissé Krew mourir dans une explosion, ce qui rend Rayn en colère contre Jak. Elle décide d’entrer elle aussi dans la course. Pecker arrive et révèle que quelque chose ne tourne pas rond au sujet de Blitz. Jak se montre curieux au sujet de la raison pour laquelle Mizo veut gagner le championnat. Il parle à Rayn qui lui révèle à contrecœur que Krew et Mizo ont fait un pari quelques années plus tôt. Au prochain Championnat de Kras, Krew et Mizo amèneront  leur équipe respective, et le perdant du championnat devra laisser le contrôle de toutes les affaires au vainqueur et laisser Kras en gage. Rayn dit à Jak qu’elle ne savait rien de tout ça, et qu’elle l’a découvert quand elle est entrée dans le championnat et qu’elle ne sait pas qui s’occupera des affaires de Krew. Durant le Grand Prix final, Keira craque et décide d’entrer dans la course. Samos essaye de le lui interdire encore, mais elle lui crie dessus en disant que ses amis sont en danger et qu’elle va conduire pour les aider. Samos accepte à contrecœur.
Avant la course finale, Jak et son équipe apprennent à la télé qu’un nouveau mystérieux coureur est arrivé dans l’équipe de Mizo. Quand Jak commence la course, il aperçoit le coureur et se rend compte que le conducteur n’est nul autre que Blitz lui-même. Après que Jak ait gagné la course, Blitz explose de colère, il crie sur Rayn en disant qu’ils ont triché. Il enlève sa perruque et se révèle comme étant nul autre que Mizo. Il vole l’antidote du poison et s’enfuit en voiture, Daxter dit à Jak de le poursuivre. Après une course intensive à travers les rues de Kras, Jak réussit à le mettre hors d’état de nuire et récupère l’antidote. Sur le point de mourir dans sa voiture en flamme, Mizo commente l’habitude de Jak de laisser les gens mourir, Jak lui réponds par « On s’y habitue… », après cela la voiture explose, non sans rappeler la mort de Krew d’une manière similaire.
De retour dans leur salon, Rayn remercie ses amis de leur aide et Samos complimente Keira sur sa conduite. Tandis que Rayn s’en va, Daxter se rend compte qu’elle a laissé le journal vidéo de Krew. Jak et la bande découvrent que Rayn savait au sujet du poison avant la lecture du testament, et qu’elle a suivi les instructions de son père en prenant soin de ne pas être empoisonné de telle sorte que leur famille puisse devenir la plus grande famille du crime de Kras. Tandis que Rayn s’en va en voiture, elle demande à quelqu’un au téléphone d’épargner Jak, Daxter et leurs amis, affirmant que ce sont ses amis même si elle avoue qu’ils ne devraient plus le rester longtemps. Jak et ses amis décident de ne pas poursuivre Rayn, Jak et Keira échangent leur premier baiser sans une interruption extérieure. Daxter commente : « Oh oui ! Tout est bien qui finit bien ! ».
Après le générique de fin, une vidéo secrète de Daxter et Tess peut être débloquée.

## Système de jeu
Jak X est un jeu vidéo de combat motorisé (et mêle ainsi des éléments de gameplay à la fois d'un jeu de course et d'action). Il est également à mi-chemin entre un jeu de simulation et d'arcade. Chaque véhicule favorise l'une ou l'autre catégorie (en termes de vitesse, accélération, résistance et boost) ce qui engendre des réactions très différentes, les uns par rapport aux autres. Leurs performances peuvent être améliorées au cours du jeu.

## Développement

### Bande originale
La musique du jeu est composée par Billy Howerdel, fondateur, guitariste, compositeur et producteur des groupes A Perfect Circle et Ashes Divide. Les compositions entendues lors des cinématiques sont quant à elles  composées par Larry A. Hopkins. Danny Lohner, Eric Bass et Dean Menta du groupe Faith No More ont également collaboré avec le studio pour la composition de la bande originale.
La majorité des pistes sont enregistrées par Billy Howerdel lui-même, et par Josh Freese pour la batterie. Les batteurs Atom Willard et Joey Castillo, le bassiste Paz Lenchantin et les guitaristes Troy Van Leeuwen et Wes Borland apportent également leur contribution.
Outre les morceaux créés spécialement pour le jeu, deux titres du groupe Queens of the Stone Age sont utilisés durant la cinématique d'introduction. Il s'agit de « A Song for the Dead » et « You Think I Ain't Worth a Dollar, But I Feel Like a Millionaire », tous deux présents sur l'album Songs for the Deaf paru en 2002.